# Industria energetică în Republica Moldova

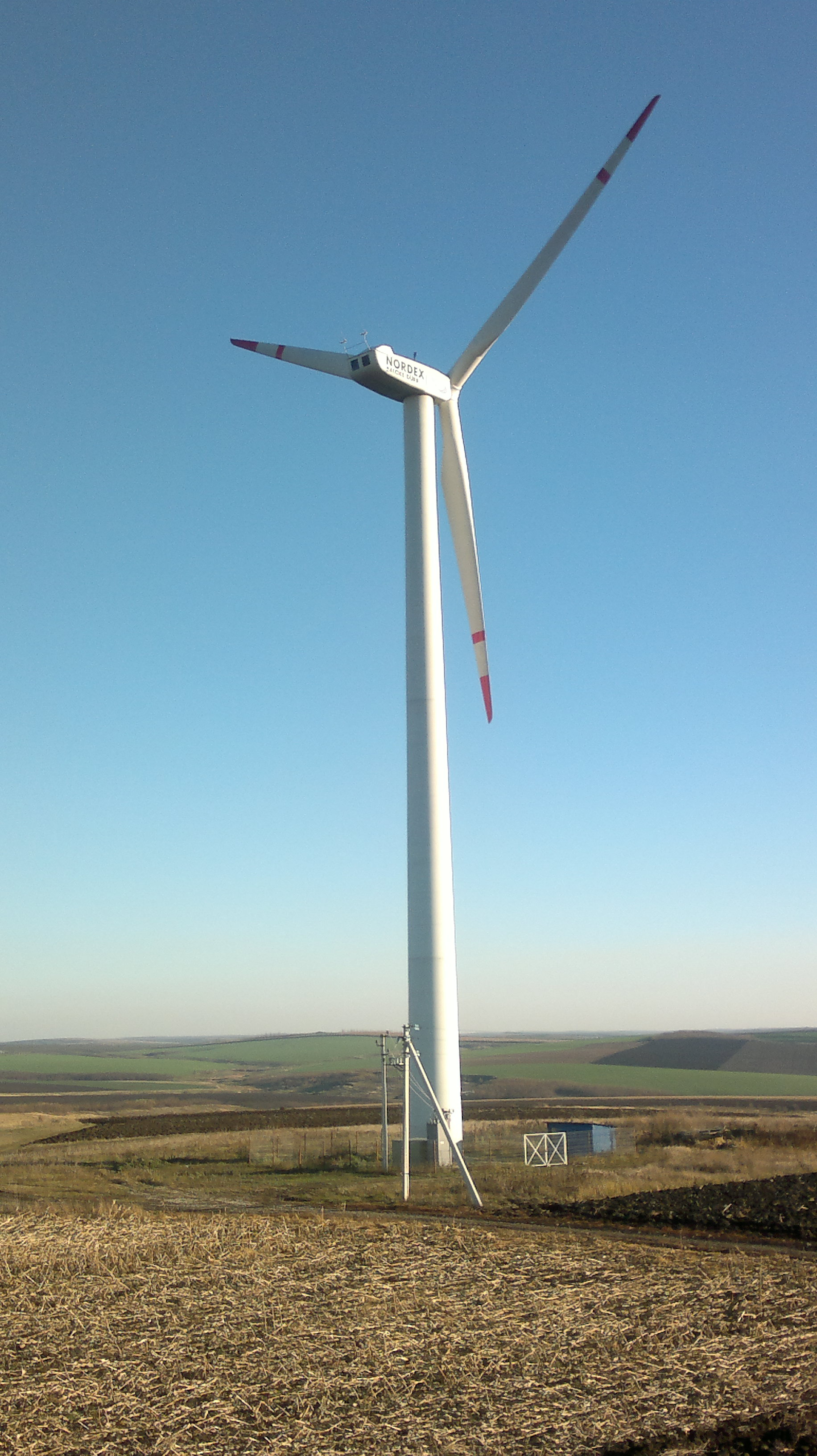
Centrală eoliană în apropiere de Brătușeni, Edineț

Industria energetică în economia Republicii Moldova face parte din industria grea, fiind una din cele mai importante ramuri naționale.
Deoarece Republica Moldova nu dispune de zăcăminte proprii de combustibil fosil, cu excepția cantităților nesemnificative de gaz, petrol și lignit în zona de sud a republicii, ea totalmente depinde de resursele de energie din exterior. Hidrocentralele de la Dubăsari și Costești produc nu mai mult de un procent din consumul de electricitate al țării.

## Istorie
Odată cu destrămarea Uniunii Sovietice și trecerea la economia de piață, complexul energetic, a intrat într-o fază de recesiune cauzată de politica tarifară incorectă, datorii enorme față de furnizorii externi, uzura fizică și morală a instalațiilor și echipamentelor, dependența de resursele energetice externe în proporție de peste 98%. Totodată unele rețele de distribuție a energiei electrice (RED Centru, RED Chișinău, RED Sud) au fost privatizate de către compania spaniolă Union Fenosa. Acestei companii îi revine circa 70% totalul energiei electrice distribuite. La începutul anilor '90 cantitatea energiei electrice produsă în Republică Moldova constituia cca. 16 mlrd kwh, iar în prezent acest indicator s-a diminuat considerabil.
Cel mai mari realizări au fost înregistrate în sectorul electroenergetic începând cu anul 1997 compania de stat Moldenergo a fost divizată, în baza principiului funcțional, în două categorii de întreprinderi care au fost (cu excepția transportului de energie și dispeceratului central care a rămas în proprietatea statului):
- generare: S.A. „CET-1 Chișinău”, S.A. „CET-2 Chișinău”, S.A. „CET-Nord Bălți”;
- distribuție: S.A. „RED Chișinău”, S.A. „RED Nord”, S.A. „RED Nord-Vest”, S.A. „RED Centru”, S.A. „RED Sud”.

La moment (2011) Republica Moldova este asigurată cu 4-5% de resurse energetice și de combustibil proprii, restul fiind importate. Principalul furnizor de carburanți este Federația Rusă, urmată de Ucraina și România. Gazul natural este principalul tip de combustibil în balanța energetică a  țării  și cota lui în prezent constituie 42% (inclusiv gaz lichefiat). Consumul de combustibil lichid (ex. benzină, motorină ș.a.) constituie 40% din volumul total al resurselor energetice utilizate și consumul combustibilului solid (cărbunele și lemnele) - mai puțin de 10%.
Începând cu 2015, Republica Moldova ar putea începe importul de electricitate din România. Acest lucru va fi posibil odată cu instalarea unor convertoare back to back pe linia electrică Vulcănești-Isaccea.
„Tariful fix” în Moldova a fost aprobat în anul 2020. Autoritatea națională de reglementare în domeniul energiei ANRE a aprobat planuri de aprovizionare cu energie electrică pe 15 ani pentru proiecte de energie din surse regenerabile cu o capacitate de generare de până la 1 MW. Beneficiarii contractului vor primi doi ani pentru a construi și conecta stații la rețea. Pentru susținerea a investițiilor în sursele de energie regenerabilă, legislația oferă eliberarea de TVA pentru serviciile de instalare și reducerea taxelor de import. 